# 형사범
형사범(刑事犯, criminal offense)은 해당 행위가 법률에 범죄로 규정되기 전에 행위자체가 도덕적으로 반한다고 여기는 범죄이다.
자연범(自然犯)이나 형법법(刑法犯)이라고 한다.
주로 형법에서 규정하고 있으며 살인죄, 강도죄, 절도죄, 강간죄 등이 있다.
이 범죄를 범한 범죄자는 가령 강간을 범한 범죄자는 강간범이라고 부르고 강간한 범죄는 강간죄라고 부른다.

## 같이 보기
- 범죄
- 형법
- 대한민국 형법상 범죄 목록